# Rasse- und Siedlungshauptamt der SS
O Rasse- und Siedlungshauptamt der SS (RuSHA) (em português: Departamento Central de Raça e Colonização ou Repartição Central da Raça e Colonização dos SS), foi a organização responsável por "salvaguardar a pureza racial das SS" dentro da Alemanha Nazi.
Um dos seus deveres era supervisionar os casamentos do pessoal das SS de acordo com a política racial da Alemanha Nazi. Depois de Himmler introduzir a "ordem do casamento" em 31 de Dezembro de 1931, o RuSHA só emitia uma licença de casamento depois de as investigações detalhadas dos antecedentes sobre a aptidão racial de ambos os potenciais pais terem sido concluídas e provarem que ambos eram de descendência ariana até 1800. 

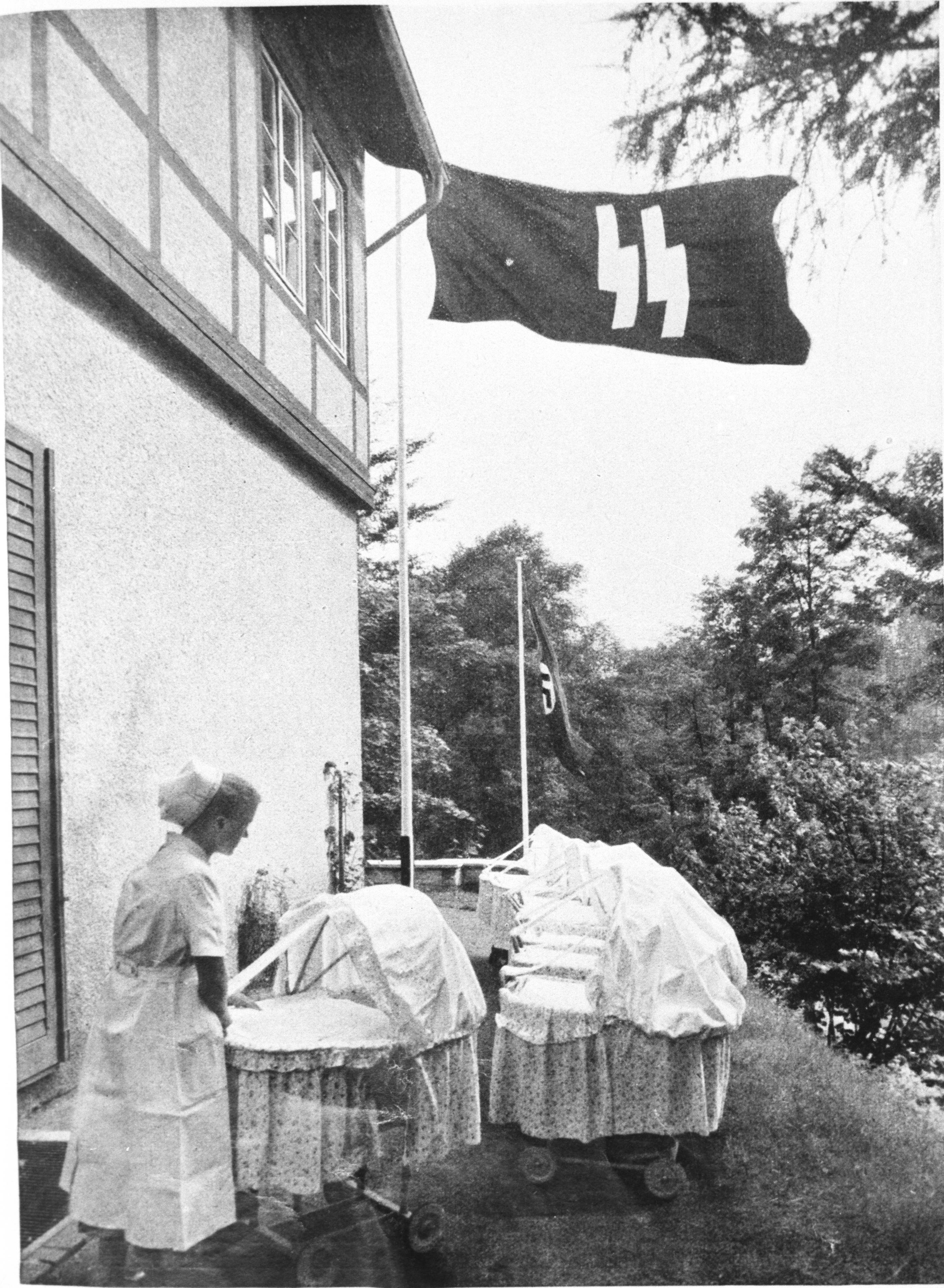
Bebés nascidos durante o programa Lebensborn das SS em 1943.

## Criação
O RuSHA foi fundado em 1931 pelo Reichsführer-SS Heinrich Himmler e Richard Walther Darré, que mais tarde ascendeu ao posto de Obergruppenführer-SS. Era apenas um escritório das SS. Em 1935, foi actualizado para um escritório principal da SS. Sob a supervisão do seu primeiro diretor, Darré, propagou a ideologia nazi de "Sangue e Solo". Darré foi demitido por Himmler em 1938, tendo-lhe sucedido o Gruppenführer-SS Günther Pancke, Gruppenführer-SS Otto Hofmann em 1940, e Gruppenführer-SA  Richard Hildebrandt em 1943.
O RuSHA foi criado para monitorizar a ordem de Himmler em 1931 de que as decisões conjugais dos homens solteiros das SS deviam ser supervisionadas pelo estado nazi. Os homens da SS teriam que solicitar uma autorização de casamento três meses antes de se casarem,  para que os pais da noiva pudessem ser investigados para garantir a sua pureza racial. Com o tempo, as leis do casamento tornaram-se menos rígidas. mas o poder do RuSHA cresceu progressivamente e outras organizações desenvolveram-se sob a sua alçada.
Em Dezembro de 1935, Himmler ordenou ao RuSHA que estabelecesse a rede Lebensborn de maternidades, cujo propósito era "acomodar e cuidar de mães grávidas com valor racial e genético".  A RuSHA focou-se  cada vez mais no processamento de pedidos de casamento dos SS, genealogia, investigações "racial-biológicas" e  serviços de bem-estar social dos membros das SS. 

## Organização
Em 1935, o RuSHA consistia em sete departamentos ( alemão : Ämter ou Amtsgruppen ):
- Amt Organization und Verwaltungsamt (Organização e Administração)
- Amt Rassenamt (Corrida)
- Amt Schulungsamt (Educação)
- Amt Sippen und Heiratsamt (Família e Casamento)
- Amt Siedlungsamt (Colonização)
- Amt für Archiv und Zeitungswesen (Registos e Imprensa)
- Amt für Bevölkerungspolitik (Política populacional)

Em 1940 foi reorganizado para criar quatro departamentos principais:
- Verwaltungsamt (Escritório de Administração).
- Rassenamt (Escritório racial), seleccionava o futuro pessoal das SS e realizava selecções raciais.
- Heiratsamt (Escritório de Casamento) controlava a selecção de esposas adequadas por homens das SS.
- Siedlungsamt (Escritório de Colonização), tratava do estabelecimento de homens das SS reformados, especialmente nas áreas orientais anexadas.

Os departamentos de Raça e Colonização foram ainda divididos em Hauptabteilungen (Ramos Principais). Um desses geria as pensões e a segurança-social em cooperação com o Hauptfürsorge-SS und Versorgungsamt (Departamento de Bem-Estar e Previdência Social das SS) no Ministério do Interior do Reich.

## Politicas raciais

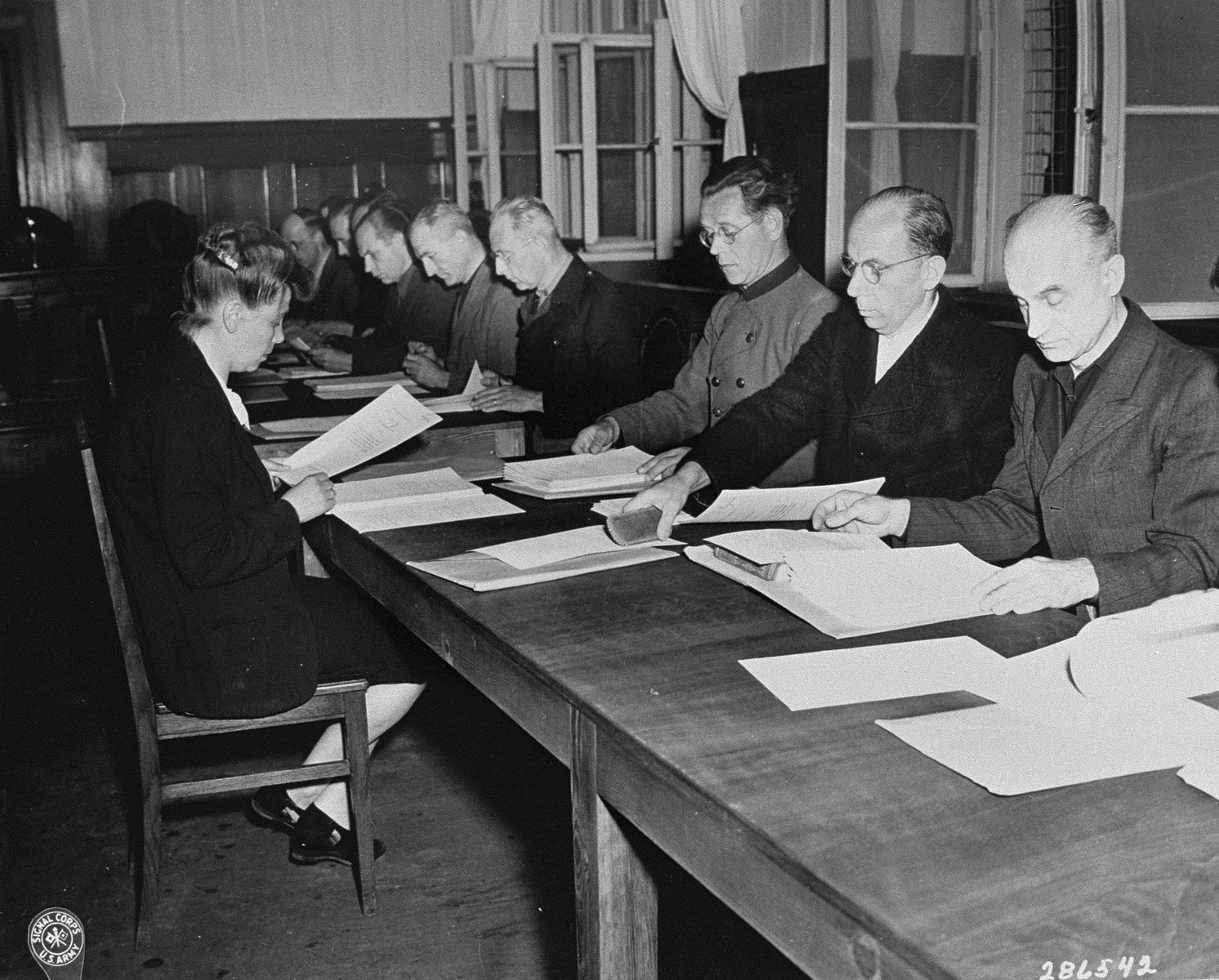
Alguns dos 14 réus do Processo RuSHA nos Julgamentos de Nuremberga leem as acusções de que são alvo, em Julho de 1947.

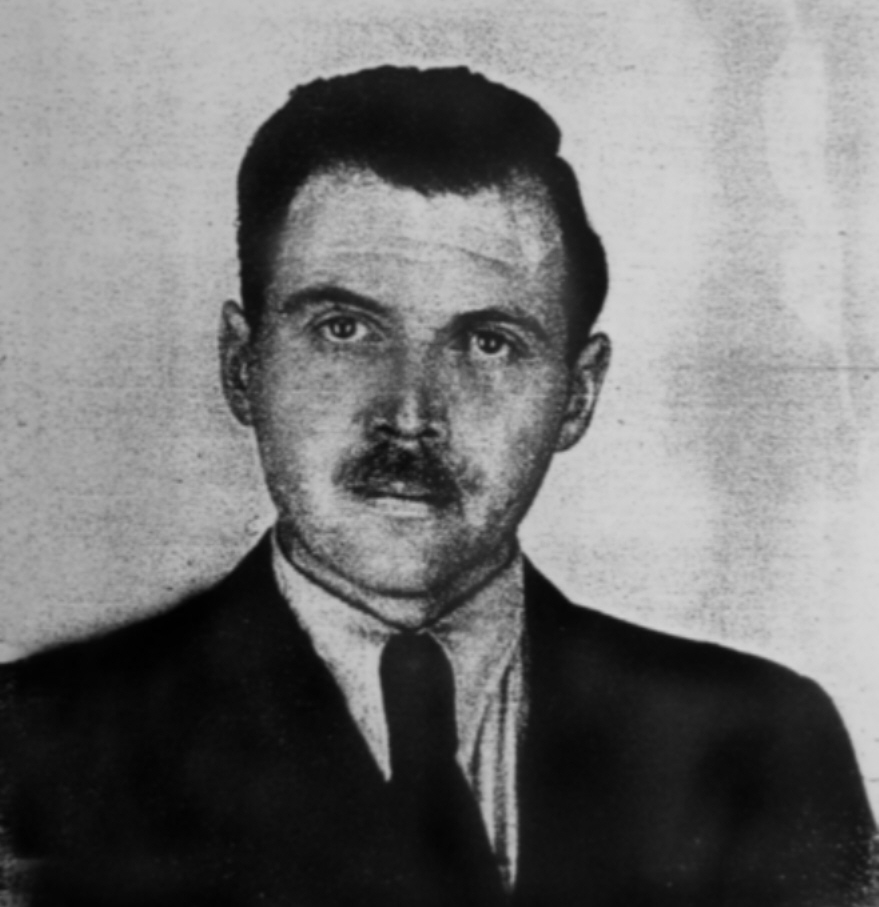
Josef Mengele em 1956. Fotografia tirada por um fotógrafo da polícia em Buenos Aires, para o documento de identificação de Mengele na Argentina.

Em 1937, mais de 300 homens das SS foram expulsos do Schutzstaffel por violarem as leis de raça nazis (Rassenschande), embora, mais tarde, uma ordem declarasse que poderiam permanecer se já estivessem casados e pudessem satisfazer os critérios raciais. Em Novembro de 1940, Himmler reintegrou todo o pessoal das SS expulsos sob as leis do casamento, desde que cumprissem com os requisitos raciais do Partido Nazi.
Após a invasão da União Soviética em 1941, o RuSHA trabalhou em parceria com a VOMI na "germanização" do território capturado, monitorizando o bem-estar dos colonos e plantações dos alemães étnicos, em áreas designadas para colonização pelas SS , particularmente na Ucrânia ocupada. Isso envolveu, em parte, o restabelecimento dos alemães nos territórios orientais ocupados pelos nazis e a expulsão das famílias nativas dessas terras.
O RuSHA também foi um departamento consultivo e executivo para todas as questões de selecção racial. Os exames faciais eram realizados pelos líderes do Rasse und Siedlungs (RUS) ou pelos seus examinadores raciais (Eignungsprüfer) em conexão com:
- Casos em que a relação sexual tenha ocorrido entre prisioneiros de guerra da Europa Oriental ou com trabalhadores e alemães;
- Crianças nascidas de trabalhadores da Europa Oriental;
- Classificação de pessoas de ascendência alemã;
- Selecção de inimigos nacionais, particularmente polacos, para trabalho escravo e germanização;
- Sequestro de crianças adequadas para a germanização;
- Transferências de população;
- Perseguição e liquidação de judeus.

O RuSHA também empregou Josef Mengele por pouco tempo entre Novembro de 1940 até ao início de 1941, no Departamento II do seu Gabinete de Família, onde foi responsável pelo "cuidado da saúde genética" e "testes de saúde genética".